# Moos (Bade-Wurtemberg)
Pour les articles homonymes, voir Moos.
Moos est une commune de Bade-Wurtemberg (Allemagne), située dans l'arrondissement de Constance, dans le district de Fribourg-en-Brisgau. Elle borde le Zeller See, partie nord-ouest de l'Untersee (lac de Constance inférieur).

## Personnalités liées à la ville
- Franz-Anton Mesmer (1734-1815), médecin né à Iznang.
- Karl Honz (1951-), athlète né à Moos.